# Stefano Seedorf
Stefano Maarten Seedorf (Zaanstad, 28 april 1982) is een Nederlandse voormalig voetballer van Surinaamse afkomst. Hij speelde onder meer voor Ajax, NAC Breda, FC Groningen, AC Monza Brianza 1912 en FC Den Bosch. Hij kwam ook uit voor het Nederlands voetbalelftal -21.
Stefano is een lid van de familie Seedorf, en neef van onder anderen Chedric en Clarence Seedorf.

## Clubvoetbal
Seedorf begon met voetbal bij VVZ Zaandam en ging na 1 jaar naar Hellas Sport en werd van daar uit ontdekt door Ajax. In het seizoen 2001/2002 maakte hij zijn debuut en in het volgende seizoen speelde hij nog vier wedstrijden.
Wegens gebrek aan speeltijd vertrok Seedorf naar NAC Breda, waar hij in 29 wedstrijden 7 maal doel trof.
De middenvelder vertrok na één seizoen uit Breda en speelde sinds de zomer van 2004 voor FC Groningen, waar hij in zijn eerste seizoen 28 wedstrijden speelde en 7 keer scoorde. Seedorf bleef tot de winterstop van het seizoen seizoen 2006/2007 bij Groningen om vervolgens in de winterstop naar Apollon Limassol uit Cyprus te vertrekken. Hier speelde hij maar een half jaar, en in de zomer van 2007 maakte hij een transfer naar de Griekse competitie. Hier speelde hij voor het gepromoveerde Veria FC. In het seizoen 2008-2009 speelde hij in de Jupiler League bij FC Den Bosch. En van 2009 tot 2011 speelde hij voor AC Monza. In maart 2011 was er Engelse belangstelling voor Stefano Seedorf namens Leicester City FC en Leeds United AFC, beiden uitkomend in de Football League Championship. Dit liep op niets uit, en de middenvelder hield vervolgens zijn conditie op peil bij de beloften van AC Milan. Op 31 januari 2012 sloot hij op amateurbasis aan bij NAC Breda, om mogelijk in aanmerking te komen voor een vast contract bij de Bredase club. Vanaf februari 2013 Braziliaanse voetbalclub Alecrim FC, dat uitkomt in de Série D.  Vanaf januari 2015 speelt Seedorf bij amateurclub Ajax Zaterdag. Daar stopte hij in de herfst van 2017. Momenteel is hij maatschappelijk actief als personal trainer en heeft zijn eigen pt gym.

## Clubstatistieken
| Seizoen        | Club             | Land        | Competitie     | Duels | Goals |
| -------------- | ---------------- | ----------- | -------------- | ----- | ----- |
| 2001/02        | Ajax             | Nederland   | Eredivisie     | 1     | 0     |
| 2002/03        | Ajax             | Nederland   | Eredivisie     | 4     | 0     |
| 2003/04        | NAC Breda        | Nederland   | Eredivisie     | 29    | 7     |
| 2004/05        | FC Groningen     | Nederland   | Eredivisie     | 28    | 7     |
| 2005/06        | FC Groningen     | Nederland   | Eredivisie     | 19    | 0     |
| 2006/07        | FC Groningen     | Nederland   | Eredivisie     | 12    | 1     |
| 2006/07        | Apollon Limassol | Cyprus      | A Divizion     | 4     | 0     |
| 2007/08        | Veria FC         | Griekenland | Super League   | 16    | 2     |
| 2008/09        | FC Den Bosch     | Nederland   | Eerste divisie | 26    | 5     |
| 2009/10        | AC Monza Brianza | Italië      | Serie C1       | 23    | 1     |
| 2010/11        | AC Monza Brianza | Italië      | Serie C1       | 20    | 2     |
| 2011/12        | NAC Breda        | Nederland   | Eredivisie     | 0     | 0     |
| 2013/14        | Alecrim FC       | Brazilië    | Série D        | 1     | 0     |
| 2014/15        | Ajax             | Nederland   | Topklasse      | 10    | 1     |
| Totaal         | Totaal           | Totaal      | Totaal         | 193   | 26    |
| Bijgewerkt tot | 21 juli 2015     |             |                |       |       |